# Susan L. Throckomorton
Susan L. Throckomorton (ur. 1943 r. w Montclair) – amerykańska artystka, wycinankarka, kolekcjonerka sztuki i nauczycielka związana z Polską.

## Życiorys
Urodziła się w 1943 r. w Montclair w New Jersey. Uzyskała licencjat z historii w Mt. Holyoke College, a następnie obroniła stopnie magisterskie w zakresie edukacji na Michigan State University oraz w zakresie bibliotekoznawstwa w State University of New York. Na trzecim roku studiów nauczycielskich pojechała do Indii, w ramach wymiany międzynarodowej.
Pracowała w ramach Korpusu Pokoju w Indiach i Pakistanie, gdzie przeżyła indyjskie bombardowania i ewakuację do Iranu, a później także na etatach w USA, Finlandii, Jugosławii, Indonezji oraz w Polsce, gdzie w latach 1976-1979 nauczała w American School of Warsaw. Od 1988 r. na stałe mieszkała w Polsce, gdzie dostała ponownie angaż do American School of . 
W Polsce zafascynowała się sztuką ludową i zaczęła ją kolekcjonować, w tym w szczególności wycinanki, które także sama projektuje i wykonuje. Łącznie zrobiła około tysiąca takich prac. Jest aktywną członkinią Amerykańskiego Stowarzyszenia Wycinankarzy. 
W 2007 r. zdobyła tytuł International Distinguished Paper-Cutting Arts Master w Chinach. 
Opublikowała książki ilustrowane wykonanymi przez siebie wycinankami:
- The Humply Rumply Beast: Poems and Papercuts
- They’ll be Back: A Papercutting Story
- Spring Rain is like Spaghetti: Stories from One-Room School
- MINIMALS: miniPoems about miniAnimals

Jest autorką kolorowanki Coloring the Folk Art of Poland. Na zlecenie brytyjskiej sieci handlowej Marks & Spencer wykonała wycinankę, którą wykorzystano jako ilustrację do świątecznego opakowania ciasteczek.